# Отчаянные домохозяйки (сезон 8)
«Отчаянные домохозяйки» (англ. Desperate Housewives) — американская телевизионная трагикомедия, повествующая о жизни нескольких подруг из фешенебельного пригорода. Сериал, производством которого занимается «ABC Studios», стартовал в США в 2004 году. 8 сезон стал заключительным для всего шоу.
Покойная Мэри Элис продолжит свой рассказ о жизни четырех своих подруг — Сьюзан Дельфино, Линетт Скаво, Бри Ван де Камп и Габриэль Солис на Вистерия Лейн. В этом сезоне они пытаются скрыть улики об убийстве Алехандро Переса (отчим Габриэль), покинувшем свет в финале предыдущего сезона.

## Основной состав
Актёры основного состава заключили новый контракт, по которому они получили 12 млн долларов США за съёмки в финальном сезоне сериала.
- Тери Хэтчер — Сьюзан Дельфино
- Фелисити Хаффман — Линетт Скаво
- Марсия Кросс — Бри Ван де Камп
- Ева Лонгория — Габриэль Солис
- Ванесса Уильямс — Рене Перри
- Рикардо Антонио Чавира — Карлос Солис
- Даг Сэвант — Том Скаво
- Джонатан Кейк — Чак Вэнс
- Чарльз Межер — Бен Фолкнер
- Бренда Стронг — Мэри Элис Янг
- Джеймс Дентон  — Майк Дельфино

## Приглашённые актёры
- Так Уоткинс — Боб Хантер
- Кевин Рам — Ли МакДермотт
- Кэтрин Джустен — Карен МакКласки
- Чарли Карвер — Портер Скаво
- Макc Карвер — Престон Скаво
- Джошуа Логан Мур — Паркер Скаво
- Дарси Роуз Бирнс — Пенни Скаво
- Мейсон Вэйл Коттон — М. Джей. Дельфино
- Андреа Паркер — Джейн[7]
- Сара Полсон — Лидия Линдквист
- Мигель Феррер — Андре Зеллер[8]
- Джой Лорен — Даниэль Ван де Камп
- Шон Пайфром — Эндрю Ван де Камп
- Кайл Маклахлен — Орсон Ходж
- Андреа Боуэн — Джули Майер
- Дана Дилейни — Кэтрин Мэйфер
- Скотт Бакула — Трип Уэстон

Чарльз Межер сыграл роль Бена Фолкнера — подрядчика и нового возлюбленного Рене Перри. Андреа Паркер сыграла Джейн, новую возлюбленную Тома Скаво — в нескольких эпизодах сериала. Мигель Феррер сыграл художника Анре Зеллера, у которого брала уроки Сьюзан Мейер. Продюсеры сериала вернули Дану Дилейни в роли Кэтрин Мэйфер в последней серии.

## Эпизоды
| № общий | № в сезоне | Название                                                                    | Режиссёр            | Автор сценария                       | Дата премьеры    | Зрители в США (млн) |
| --- | ---------- | --------------------------------------------------------------------------- | ------------------- | ------------------------------------ | ---------------- | ------------------- |
| 158 | 1          | «Secrets That I Never Want To Know» «Тайны, о которых я не желаю знать»     | Дэвид Гроссман      | Боб Дэйли                            | 25 сентября 2011 | 9,93                |
| Продолжение сюжета последней серии 7-го сезона сериала: после ухода гостей Карлос, Габриэль, Бри, Сьюзан и Линетт отвозят труп Алехандро, отчима Габриэль, в лес и закапывают его там. Несколько недель спустя из-за возникшего стресса Сьюзан сообщает другим свидетельницам преступления о своём желании рассказать всё Майку, однако тем удаётся её отговорить. Из-за мучений совести Карлос обращается к священнику за исповедью, во время которой тот заявляет, что грешному человеку для искупления греха необходимо признаться в содеянном. Однако Карлос отвергает такой вариант, заявляя, что в дело были вовлечены невиновные. Бри и Габриэль находят автомобиль отчима последней, надеясь придумать способ от него избавиться; этот автомобиль к радости Бри угоняет неизвестный. На Вистериа Лейн поселяется новый домовладелец — Бен Фолкнер. С ним безуспешно начинает флиртовать Рене. После нескольких недель раздумий Линетт и Том объявляют своим детям о том, что они расходятся. Бри получает анонимное письмо, аналогичное тому, что когда-то получила Мэри-Элис, из-за которого та покончила с собой. В письме говорится «Я знаю что вы сделали. Меня от этого тошнит. Я расскажу об этом» (англ. I know what You did. It makes me sick. I`m going to tell).                                                                          |            |                                                                             |                     |                                      |                  |                     |
| 159 | 2          | «Making the Connection» «Устанавливая связь»                                | Тара Николь Вейр    | Мэтт Берри                           | 2 октября 2011   | 9,16                |
| У Карлоса начинаются проблемы с сексуальным здоровьем. Габриэль ищет пути разогрева мужа в постели и даже нанимает стриптизёршу, чтобы та станцевала перед Карлосом. Чтобы сблизиться с Беном, Рене делает вид, что она, как и новый сосед, любит стариков и заботится о них. Однако обратное раскрывается после того, как Бен отводит её в заведение по бесплатной раздаче пищи старикам. В продолжение истории с муками совести: Сьюзан становится одержимой идеей собственного наказания - просит охранников магазина надеть на себя наручники и даже нападает на полицейского (толкает его мотоцикл), чтобы попасть на несколько часов в правоохранительный участок. Разошедшиеся Линетт и Том спорят по поводу метода воспитания детей: разрешать им делать ту или иную вещь или нет. Так и не найдя общего языка, они позволяют Паркеру отправиться на вечеринку, после которой были вынуждены забирать его в состоянии алкогольного опьянения. Бри рассказывает Габриэль о полученной записке с угрозами, они решают другим соучастникам об этом пока не говорить. Бри навещает Пола в тюрьме с целью выяснить, кто ещё мог знать о содержании записки, адресованной Мэри-Элис. Пол называет давно убитую Марту Хьюбер, четвёрку домохозяек, знающих о смерти отчима Габриэль и Чака Вэнса, полицейского, с которым в данный момент встречается Бри. |            |                                                                             |                     |                                      |                  |                     |
| 160 | 3          | «Watch While I Revise the World» «Мой взгляд на мир»                        | Дэвид Уоррен        | Джон Пол Буллок III                  | 9 октября 2011   | 8,63                |
| К Линетт в гости приезжает её сестра Лидия со своим бойфрендом. Ли просит Рене сходить со своей приёмной дочерью Дженни по магазинам, чтобы купить той первый лифчик. Дженни и Рене начинают много общаться. Но, по мнению Ли, Рене на девочку плохо влияет. Роясь в вещах Чака, Бри находит фотографию собственной руки и пакет с неизвестным содержимым. Габриэль начинает считать, что Чак, который, по их предположению, отправил письмо с угрозами, скоро начнёт их шантажировать. Однако оказывается, что в пакете — кольцо, а фотография была нужна для определения размера пальца Бри. В день, когда Чак планировал сделать ей предложение, Бри разрывает с ним отношения. Майк начинает подозревать Сьюзан в измене: та стала необычно часто общаться с Карлосом (хотя на самом деле это было связано с их переживаниями по поводу убийства). Сьюзан и Карлос решаются рассказать Майку правду о той ночи. |            |                                                                             |                     |                                      |                  |                     |
| 161 | 4          | «School of Hard Knocks» «Школа крутых ударов»                               | Дэвид Гроссман      | Марко Пеннетт                        | 16 октября 2011  | 8,27                |
| К Бри после развода приезжает её дочь Даниэль вместе со своим сыном. Даниэль организовывает предприятие по созданию «секс-качелей» — небольшой конструкции для необычного способа занятия сексом. Габриэль, недовольная что должность председателя родительского комитета занимает злая по её мнению Дана, решает сместить её с должности. Однако проведение вотума недоверия срывается. В один из дней Габриэль случайно наезжает на Дану и та получает травму спины. Дана выдвигает Габи ультиматум: либо она выдвигает против неё обвинения, либо Габи сама становится председателем школьного совета. Габриэль выбирает второй вариант. Сьюзан устраивается на курсы по рисованию у профессионального художника. Линетт начинает подозревать, что у Тома есть любовница — мастер по аэробике Хлоя. Том утверждает, что всего лишь пару раз сходил ресторан с матерью Хлои. Чаку Вэнсу в участок приходит сообщение о пропаже отчима Габриэль. |            |                                                                             |                     |                                      |                  |                     |
| 162 | 5          | «The Art of Making Art» «Искусство создания искусства»                      | Лонни Прайс         | Дейв Флеботт                         | 23 октября 2011  | 9,17                |
| Линетт и Том посещают семейного психолога, но снова ругаются. Линетт в качестве «ответа мужу», по её мнению, изменяющего ей, пытается найти себе нового ухажёра, но в итоге принимает решение, что не готова на новые отношения. Габриэль конфликтует с другими родителями из совета, однако те всё же решаются ей помочь. Андре Зеллер, по мнению Сьюзан, продолжает над ней издеваться, но продолжает занятия на его уроках по рисованию. Андре считает, что Сьюзан многого боится в жизни и нервно после этого хихикает. Вслед за Беном помогать бездомным решает и Бри. С помощью своих кулинарных способностей она повышает вкусовые качества еды в заведении по её бесплатной раздаче, из-за чего на время привлекает к нему внимание отнюдь не бедных граждан. Бри помогает Бену убедить городской совет в необходимости постройки малорентабельных домов для бедных, но вскоре узнаёт: это будет происходить там, где закопан труп отчима Габриэль, и скоро там начнутся работы. |            |                                                                             |                     |                                      |                  |                     |
| 163 | 6          | «Witch's Lament» «Плач ведьмы»                                              | Тони Плана          | Энни Вейсман                         | 30 октября 2011  | 9,28                |
| Жители Вистериа Лейн отмечают Хэллоуин. Неожиданно для самой Сьюзан Андре Зеллер назначает её стажером и в качестве первого задания просит женщину провести с его сыном праздник, пока он будет занят дорисовкой новой картины. Сьюзан высказывает пожелание, чтобы Андре больше уделял времени своему чаду. Линетт и подруга Тома Джейн устраивают негласное соревнование, кто сошьёт лучший костюм для Пенни. Не сумев выполнить работу вовремя, Линетт заказывает костюм кошечки в магазине. Но когда Пенни надевает костюм, все, включая новую девушку Тома, понимают, что такой костюм для девочки чересчур откровенен. Тогда на помощь Линетт приходит Джейн. Рене устроила с Беном свидание, но, переборщив с количеством афродизиаков, была вынуждена отправиться в больницу. Начавший злоупотреблять алкоголем Карлос посещает общество анонимных алкоголиков, но это не вызывает у него энтузиазма. Понимая, что строительство им не остановить, Бри, Линетт и Габриэль решают выкопать труп Алехандро, но, придя ночью в лес, обнаруживают, что это уже сделал кто-то до них. |            |                                                                             |                     |                                      |                  |                     |
| 164 | 7          | «Always in Control» «Всегда под контролем»                                  | Джефф Гринстейн     | Джефф Гринстейн                      | 6 ноября 2011    | 8,78                |
| Бри, Линетт и Габриэль начинают подозревать: труп могла выкопать Сьюзан. Позже троица понимает, что это не так. Озабоченные тем, что они могут сесть в тюрьму и их дочки останутся без присмотра, Габриэль и Карлос пытаются найти опекунов, которые в случае чего занялись бы их детьми. Они решают, что на эту роль больше всего подходят Боб и Ли, но Хуанита и Селия портят впечатление пары о самих себе. Линетт настраивает Пенни против Джейн, но потом понимает, что ошибалась, вовлекая дочь в семейный конфликт. Бри узнаёт: оказывается, труп ночью перед Хэллоуином выкопали рабочие Бена. Бри рассказывает ему, что она была в числе тех, кто имеет отношение к преступлению. Бен решает помочь подруге и нанимает Майка, чтобы тот избавился от тела: его закапывают в фундаменте строящегося дома. Сьюзан, слишком поздно (по своему мнению) узнавшая от подруг о письме с угрозами, в порыве эмоций пишет картину, на которой изображены четыре безмолвные женские фигуры, склонившиеся над скелетом. |            |                                                                             |                     |                                      |                  |                     |
| 165 | 8          | «Suspicion Song» «Песнь подозрения»                                         | Дженнифер Гетцингер | Дэвид Швальдвейлер                   | 13 ноября 2011   | 9,29                |
| Карлос по совету одного из своих бизнес-партнёров, прознавшего от недоброжелателя о его алкоголизме, соглашается лечь в клинику. Линетт получает от Тома цветы на годовщину свадьбы и решает, что это знак возобновления их отношений. Однако позже выясняется, что несколько лет назад Том заказал у цветочной фирмы ежегодную доставку цветов именно в этот день, и сам об этом забыл. По приглашению Андре его мастерскую посещает владелец галереи. Тот, осматривая картины его учеников, находит картину Сьюзан великолепной. Несмотря на несогласие Сьюзан картину вывешивают в галерее. Там её находит Чак Вэнс, расследующий дело о пропаже Алехандро, и предполагает, что на ней изображены Бри, Габриэль, Линетт и Сьюзан. |            |                                                                             |                     |                                      |                  |                     |
| 166 | 9          | «Putting It Together» «Вместе мы справимся»                                 | Дэвид Уоррен        | Шейла Лоренс                         | 4 декабря 2011   | 8,09                |
| Чак Вэнс вызывает на допрос Сьюзан, Линетт и Габриэль. Все женщины утверждают, что не были знакомы с разыскиваемым Алехандро. Однако Вэнс узнаёт, что тот являлся отчимом Габриэль. Линетт убеждает Тома не улетать в Париж вместе с Джейн, для чего рассказывает ему о том, что она замешана в смерти Алехандро. Владелец галереи предлагает Сьюзан переселиться в Нью-Йорк, где она сможет раскрыть свой талант. Женщина даёт своё согласие, но Майк отказывается переезжать. После разговора с Габриэль Карлос выписывается из клиники, где проходил курс лечения от алкоголизма. Неизвестный на машине сбивает Чака Вэнса. Бри решает покончить жизнь самоубийством. Серия заканчивается тем, что она вертит в руках пистолет. |            |                                                                             |                     |                                      |                  |                     |
| 167 | 10         | «What's to Discuss, Old Friend?» «Нам есть что обсудить, старый знакомый»   | Девид Гроссман      | Венди Мерикл                         | 8 января 2012    | 8,84                |
| Рене предотвращает попытку самоубийства Бри и решает в ближайшие дни последить за психическим здоровьем подруги, для чего переселяется к ней в дом. Обеспокоенный судьбой жены Том рассказывает об убийстве Алехандро Бобу (адвокату по профессии). Наутро домохозяйки Вистериа Лейн узнают, что Чака Вэнса сбили насмерть, и начинают гадать, кто мог на него наехать. Габриэль считает, что это — её муж, но впоследствии оказывается, что тот провёл ночь за бутылкой алкоголя. Сьюзан отказывается от переселения в Нью-Йорк, но, будучи по-прежнему обеспокоенной, решает навестить Оклахому — город, в котором ранее проживал Алехандро под именем Рамон Санчес. Бри получает анонимную записку с надписью «Рад помочь». |            |                                                                             |                     |                                      |                  |                     |
| 168 | 11         | «Who Can Say That's True?» «Кто скажет, что это правда?»                    | Ларри Шоу           | Брайан Танен                         | 15 января 2012   | 7,91                |
| Сьюзан навещает семью Алехандро — жену Клаудию и дочь Марису — и, заявляя, что «Рамон больше никогда не вернётся», выписывает им в качестве помощи чек на определённую сумму денег, чем вызывает у Клаудии подозрения. Габриэль просит Линетт помочь удачно провести бизнес-встречу с клиентами Карлоса Александрией и Ричардом, однако так и не вняв советам подруги, она проваливает встречу. Майк узнаёт, что у Бена имеются финансовые проблемы, но предотвращает его сделку с ростовщиком. В то время как Бри находится в глубокой депрессии, ей пытается помочь только Рене, не ведая о том, что подруга имела проблемы с алкоголем, отправляясь с ней по ночным клубам. |            |                                                                             |                     |                                      |                  |                     |
| 169 | 12         | «What's the Good of Being Good» «Что хорошего в том, чтобы быть правильным» | Рон Андервуд        | Джейсон Гэнзел                       | 22 января 2012   | 7,48                |
| Клаудия, узнав адрес Сьюзан по выписанному чеку, наведывается к ней, предполагая, что Рамон изменяет ей именно со Сьюзан. После того, как Габриэль рассказала, что Алехандро насиловал её, и это же заявила и Мариса, Клаудия решает больше не искать Рамона. Бри, поссорившаяся с подругами, начинает не только снова злоупотреблять алкоголем, но и начинает водить к себе домой мужчин на одну ночь, подыскивая очередного любовника в баре. Линетт решает провести свидание с парикмахером Рене Фрэнком, но проваливает его, переведя тон дружеского разговора в область предпринимательской деятельности. Бен, ухаживавший в последнее время за Рене, чтобы заполучить часть из её богатого состояния для решения финансовых проблем, открыто признаётся ей в этом, разрушая тем самым отношения; Бен был вынужден обратиться за деньгами к ростовщику. |            |                                                                             |                     |                                      |                  |                     |
| 170 | 13         | «Is This What You Call Love?» «Это, что ты называешь любовью?»              | Дэвид Гроссман      | Дэвид Шладуайлер и Валери А. Бротски | 12 февраля 2012  | 6,40                |
| Несмотря на провал прошлого, Линетт и Фрэнк проводят новое свидание. Габриэль, обеспокоенная, что Хуанита на День святого Валентина так и не получила ни одной открытки, сама её подбрасывает дочери от имени её одноклассника (который самой Хуаните нравится). Хуанита начинает в школе к нему приставать и даже пытается насильно поцеловать, после чего Габриэль была вынуждена признаться в своём поступке. На Вистериа Лейн возвращается Джули, которая, как оказывается, беременна. Она заявляется матери, что хочет отдать ребёнка в приёмную семью, однако не желая такого исхода, Сьюзан срывает их встречу, наговорив семейной паре о своей дочери различные гадости. Узнав о проблемах, подруги Бри приходят к ней, чтобы возобновить старую дружбу, однако Бри прогоняет их. Тогда Сьюзан, Линетт и Габриэль связываются с Орсоном и просят его помочь. На Бри возле бара нападает мужчина и Орсон спасает её. |            |                                                                             |                     |                                      |                  |                     |
| 171 | 14         | «Get Out of My Life» «Убирайся из моей жизни»                               | Джеймс Хейман       | Синди Эппел                          | 19 февраля 2012  | 7,65                |
| Сьюзан решает узнать, кто является отцом будущего внука, для чего прослеживает за Джули, и узнаёт, что им является Портер Скаво. Линетт, узнавшая о ребёнке, поддерживает инициативу Джули отдать его на воспитание, однако Портер заявляет, что готов его воспитывать сам. Рой и Карен поссорились; Габриэль разрешает Рою пожить у себя дома. Увидев, что с приходом старика дочери стали наконец-то вести себя подобающе, она ещё больше рассоривает их. Врач сообщает Карен, что к ней вернулся рак. Линетт и Фрэнк продолжают встречаться и впервые занимаются сексом. Бен, чтобы получить страховые отчисления, поджигает место строительства и попадает после этого в больницу. Рене решает помочь другу и сама выплачивает ростовщику долг. Орсон начинает налаживать новые отношения с Бри и всячески настраивает её против Сьюзан, Линетт и Габриэль, заявляя, что те говорили о ней гадости (чего на самом деле не было). В конце серии показывается, что Орсон уже долгое время следил за Бри, был свидетелем перевозки трупа Алехандро, и именно он оставлял Бри записку. |            |                                                                             |                     |                                      |                  |                     |
| 172 | 15         | «She Needs Me» «Я нужен ей»                                                 | Рэнди Зиск          | Джейсон Гэнзел                       | 4 марта 2012     | 8,21                |
| Сьюзан помогает Портеру в оформлении детской комнаты; после споров с соседкой к этому решает присоединиться и Линетт. Габриэль узнаёт о болезни Карен и рассказывает о ней Рою, после чего тот возвращается к любимой. Ростовщик заявляется в дом Рене и заявляет, что та якобы что-то не доплатила. Получив её отказ на выдачу денег, через некоторое время он заявляется к ней в дом и устраивает в нём погром; Майк, ставший свидетелем этого, избивает ростовщика. Карлос возвращается после реабилитации домой. Бри узнаёт, что Орсон уже долгое время следил за ней и именно посылал загадочные записки, надеясь рассорить с другими домохозяйками. Бри требует, чтобы Орсон больше никогда не появлялся в её жизни; в отместку Орсон направляет в полицию имеющиеся у него материалы по убийству Рамона Санчеса, в анонимном письме называет Бри виновной в этом и в последнем к ней звонке высказывает намерение покончить жизнь самоубийством. |            |                                                                             |                     |                                      |                  |                     |
| 173 | 16         | «You Take for Granted» «Принимать как должное»                              | Джефф Гринштайн     | Мэтт Берри                           | 11 марта 2012    | 8.39                |
| Сьюзан уговаривает Майка обратиться в полицию. Габи беспокоится, когда замечает, что Карлос странно себя ведет в первый рабочий день. А тем временем госпожа Маккласки, болеющая раком, обращается к Бри за помощью в самоубийстве. К удивлению жены, Карлос заявляет о своём намерении покинуть работу и уделять больше внимания вопросу помощи людям. Линетт и Джейн снова ссорятся: на этот раз из-за поведения Линетт на дне рождения Пенни. Карен решает покончить с собой, однако Рою и Бри удаётся её отговорить. Полицейские получают отправленные Орсоном документы и решают инициировать раскопки в том месте, где Майк закопал труп Санчеса. Ростовщик убивает Майка. |            |                                                                             |                     |                                      |                  |                     |
| 174 | 17         | «Women and Death» «Женщины и смерть»                                        | Дэвид Гроссман      | Энни Уайсман                         | 18 марта 2012    | 9.03                |
| На Вистериа Лейн проходят похороны Майка; жители вспоминают моменты жизни, связывающие их с ним; убийцу Майка арестовывают. Габриэль решает поддержать своего мужа в решении уйти с работы. Полицейские находят труп Рамона Санчеса, устанавливают, что на нём имеются отпечатки пальцев Бри и решают найти дополнительные доказательства, чтобы арестовать её. |            |                                                                             |                     |                                      |                  |                     |
| 175 | 18         | «Any Moment» «В любой момент»                                               | Ренди Зиск          | Шейла Лоуренс                        | 25 марта 2012    | 8,81                |
| Бен делает предложение Рене. Линетт решает вернуть своего мужа, организовав встречу при свечах, однако Тома это только злит. Габриэль решает сама устроиться на работу и после долгих поисков находит её: женщине предлагают место консультанта в модном бутике. Эндрю навещает свою мать и заявляет, что встречается с девушкой. Удивлённая этим фактом (Эндрю раньше был геем), она узнаёт, что его невеста Мери Бет — дочка богачей и начинает подозревать сына в охоте за деньгами. После разговора с Бри, Мери Бет решает бросить Эндрю. После смерти Майка Эм Джей начинает себя грубо вести, и Сьюзан решает вместе с ним снять возникший стресс совместным разбитием подаренных им банок с вареньем. Полицейским удаётся прослушать телефонный разговор Бри и Бена, в которой женщина благодарит его за помощь в сохранении секрета смерти Рамона Санчеса. |            |                                                                             |                     |                                      |                  |                     |
| 176 | 19         | «With So Little to Be Sure of» «Нет уверенности ни в чём»                   | Тара Николь Вейр    | Марко Пеннетт                        | 1 апреля 2012    | 8,49                |
| Полиция предъявляет Бри обвинение в убийстве Рамона Санчеса; по совету Боба она обращается к адвокату-специалисту по уголовным делам Трипу Уэстону. Разбирая вещи Майка, Сьюзан находит коробку с чековой книжкой, согласно которой её муж постоянно переводил некоему человеку деньги. Она начинает подозревать, что у Майка была связь на стороне, но потом узнаёт, что помощь предназначалась его больной сестре. Для большего уровня продаж Габриэль начинает использовать в бутике свою женскую привлекательность и даже снимает перед походом на работу обручальное кольцо, что вызывает у Карлоса негодование. Вопреки желанию Тома сделать это самостоятельно, Джейн передаёт Линетт документы о разводе. |            |                                                                             |                     |                                      |                  |                     |
| 177 | 20         | «Lost My Power» «Теряя свои силы»                                           | Дэвид Гроссман      | Венди Мерикл                         | 29 апреля 2012   | 8,02                |
| Линетт сближается с руководителем Тома Грэггом; тот соглашается нагрузить Тома работой, чтобы, по идее Линетт, тот меньше виделся с Джейн, и даже решается отправить его на годичную командировку в Индию. Карлос начинает работу в благотворительной организации, помогающей наркоманам. У Габриэль появляется постоянная покупательница Дорис Хаммонд, но вскоре та проникается идеями благотворительности Карлоса, что вызывает у его жены гнев. Тогда Габриэль решает подставить своего мужа, оформив комнату, в которой он отныне работает, по-богатому, из-за чего Дорис отказывается помогать ему. Соседские мужчины помогают Эм Джею, комплексующему из-за потери отца, построить собственный мини-болид для школьного соревнования. Проходят предварительные слушания по делу Бри. |            |                                                                             |                     |                                      |                  |                     |
| 178 | 21         | «The People Will Hear» «Люди услышат»                                       | Дэвид Уоррен        | Брайан Танен                         | 6 мая 2012       | 9,22                |
| Сьюзан и её дочь начинают считать, что Портер избегает встреч с Джули и забот о её будущем ребёнке; Сьюзан принимает решение уехать с Вистериа Лейн и помогать Джули растить дитя. После расставания с Линетт Грэгг в присутствии Тома оскорбляет её, за что получает от Тома удар по лицу. Грэгг увольняет Тома, и его годовая поездка в Индию отменяется. Габриэль, Сьюзан и Линетт дают показания в суде по делу Бри. Трип узнаёт о том, что Рамон Санчес — отчим Габриэль и начинает подозревать, что та замешена в деле. Том признаётся Джейн, что ещё любит Линетт, и они расстаются. |            |                                                                             |                     |                                      |                  |                     |
| 179 | 22         | «Give Me the Blame» «Отдай свою вину»                                       | Ларри Шоу           | Боб Дэйли                            | 13 мая 2012      | 11,12               |
| Соседки-домохозяйки убеждают Карен не перебираться в хоспис и прожить оставшееся время на Вистериа Лейн. Бен на суде отказывается дать комментарии по поводу звонка, в котором они с Бри обсуждали закапывание некоего тела, после чего Фолкнера заключают под стражу. Под давлением прокурора Рене даёт показания против Бри, заявляя, что видела её в роковую ночь с лопатой в руках. Ночью Карен подслушивает разговор Габриэль и Карлоса, в котором каждый из них вспоминает подробности смерти Алехандро и высказывает желание взять вину за преступление на себя. На следующий день Карен на суде сама признаётся в убийстве Алехандро, обосновывая это ненавистью к человеку, насиловавшему Габриэль в детстве, а претензии прокурора о невозможности этого отвергает словами об адреналине и страхе, который она в тот момент испытала. Судья принимает решение оправдать Бри, а прокурор — ввиду преклонного возраста и состояния здоровья Карен не предъявлять к ней обвинений. Бена выпускают на свободу; Том и Линетт мирятся и признаются друг другу в любви. |            |                                                                             |                     |                                      |                  |                     |
| 180 | 23         | «Finishing the Hat» «Последний штрих, или прощай Вистериа Лейн»             | Дэвид Гроссман      | Марк Черри                           | 13 мая 2012      | 11,12               |
| На Вистериа Лейн возвращается Кэтрин Мэйфер и предлагает Линетт возглавить американское отделение её фирмы, на что та после раздумий соглашается. Рене и Бен женятся. Карен умирает от рака. У Джули рождается ребёнок. Сообщается о том, что главные героини — Сьюзан, Габриэль, Линетт и Бри — в течение последующих двух лет покинули Вистериа Лейн: вместе с Джули переехала Сьюзан; Карлос помог жене с развитием сайта персональных закупок, и время спустя Габриэль стала телеведущей; Линетт и Том переехали в Нью-Йорк, у них родилось шестеро внуков; Трип женился на Бри и помог ей построить политическую карьеру: женщина была избрана в законодательный орган штата Кентукки. Сериал заканчивается тем, что новая жительница Вистериа Лейн Дженнифер прячет в шкафу коробку, хранящую секрет. |            |                                                                             |                     |                                      |                  |                     |